# Governatorato del Kef
Il governatorato del Kef (o di Le Kef) è uno dei 24 governatorati della Tunisia. Venne istituito nel 1956 e si trova nella parte occidentale del paese, al confine con l'Algeria; suo capoluogo è Le Kef.

## Geografia antropica

### Suddivisioni amministrative
Amministrativamente il governatorato di Le Kef è costituito da 11 delegazioni, 12 municipalità, 9 consigli rurali e 87 imadas :
| Delegazione                                   | Popolazione nel 2004 (abitanti) |
| --------------------------------------------- | ------------------------------- |
| Dahmani                                       | 30 749                          |
| Jérissa                                       | 11 298                          |
| El Ksour                                      | 17 100                          |
| Sers                                          | 25 915                          |
| Kalâat Khasba                                 | 7 353                           |
| Kalaat Senan                                  | 16 454                          |
| Kef Est                                       | 40 456                          |
| Kef Ouest                                     | 29 951                          |
| Nebeur                                        | 28 328                          |
| Sakiet Sidi Youssef                           | 20 527                          |
| Tajerouine                                    | 30 659                          |
| Sources : Institut national de la statistique |                                 |

#### Città e villaggi
Le città e i villaggi del governatorato sono:
- Dahmani
- Jérissa
- El Ksour
- Kalaat Senan
- Kalâat Khasba
- Le Kef
- Menzel Salem
- Nebeur
- Sakiet Sidi Youssef
- Sers
- Tajerouine
- Touiref